# Muchachos al avío
|  |  |

El aguafuerte Muchachos al avío es un grabado de la serie Los Caprichos del pintor español Francisco de Goya. Está numerado con el número 11 en la serie de 80 estampas. Se publicó en 1799.

## Interpretaciones de la estampa
Existen varios manuscritos contemporáneos que explican las láminas de los Caprichos. El que se encuentra en el Museo del Prado se tiene como autógrafo de Goya, pero parece más bien despistar y buscar un significado moralizante que encubra significados más arriesgados para el autor. Otros dos, el que perteneció a Ayala y el que se encuentra en la Biblioteca Nacional, realzan la parte más escabrosa de las láminas.
- Explicación de esta estampa del manuscrito del Museo del Prado: Las caras y el traje están diciendo lo que ellos son.[2]

- Manuscrito de Ayala: Los contrabandistas andaluces, cerca de un camino, pasan pronto a ser bandidos.[2]

- Manuscrito de la Biblioteca Nacional: Los contrabandistas en acecho de cuantos pasan, cerca de un camino, poco se diferencian de los ladrones.[2]

## Técnica del grabado
El primer dibujo en que se basa está escena es el n.º 88 del Álbum B que lleva la inscripción Buena gente, somos los moralistas. Las tres figuras principales aparecan ya en este dibujo. El segundo dibujo preparatorio es el que fue el Sueño n.º 28, realizado a tinta sepia y conservado en el Museo del Prado, lleva la inscripción Los mercaderes silvestres. Nuevamente Goya simplifica el dibujo al pasar al grabado y las cinco figuras se reducen a tres y una de espaldas.
Es una escena costumbrista sobre la rapiña y brutalidad de los bandidos andaluces. Es la misma temática que otras estampas de la época sobre contrabandistas y salteadores de caminos. Recuerda al lienzo de Goya El resguardo de tabacos del Museo del Prado.
Dibuja fornudos hombres de rasgos feroces. El árbol va evolucionando a lo largo de los dibujos preparatorios hasta convertirse en la estampa en un retorcido tronco desnudo que contribuye a dar dureza a la escena.